# Шиви лез Етувел
Шиви лез Етувел (фр. Chivy-lès-Etouvelles) насеље је и општина у североисточној Француској у региону Пикардија, у департману Ен (Пикардија) која припада префектури Лаон.
По подацима из 2011. године у општини је живело 504 становника, а густина насељености је износила 142,37 становника/km². Општина се простире на површини од 3,54 km². Налази се на средњој надморској висини од 65 метара (максималној 79 m, а минималној 57 m).

## Демографија
| 1962. | 1968. | 1975. | 1982. | 1990. | 1999. | 2011. |
| ----- | ----- | ----- | ----- | ----- | ----- | ----- |
| 217   | 446   | 479   | 472   | 515   | 542   | 504   |

График промене броја становника у току последњих година